# خوسيه خيمينيث لوثانو
خوسيه خيمينيث لوثانو (بالإسبانية: José Jiménez Lozano)‏ ـ (13 مايو 1930 - 9 مارس 2020) هو كاتب وشاعر وصحفي إسباني، حصل على جائزة ميغيل دي ثيربانتس سنة 2002.

## روابط خارجية
- خوسيه خيمينيث لوثانو على موقع الموسوعة البريطانية (الإنجليزية)